# Johnny Staccato
Johnny Staccato è una serie televisiva statunitense in 27 episodi trasmessi per la prima volta nel corso di una sola stagione dal 1959 al 1960.
È una serie drammatica poliziesca incentrata sulle vicende di Johnny Staccato, interpretato da John Cassavetes, un pianista jazz e detective privato. L'ambientazione per molti episodi è un jazz club di Greenwich Village appartenente al suo amico Waldo, interpretato da Eduardo Ciannelli. La serie vede la partecipazione di molti musicisti, come Barney Kessel, Shelly Manne, Red Mitchell, Red Norvo e Johnny Williams.

## Trama
Johnny Staccato è un detective privato operante a New York che nel tempo libero fa il pianista jazz nel locale Waldo's, a Greenwich Village, di proprietà del suo amico Waldo.

## Personaggi e interpreti
- Johnny Staccato (27 episodi, 1959-1960), interpretato da John Cassavetes.
- Waldo (18 episodi, 1959-1960), interpretato da Eduardo Ciannelli.
- Shad (5 episodi, 1959-1960), interpretato da Frank London.
- Sergente Sullivan (4 episodi, 1959-1960), interpretato da Garry Walberg.
- Sergente Joe Gillen (3 episodi, 1959-1960), interpretato da Bert Freed.
- Trombettista (3 episodi, 1959-1960), interpretato da Pete Candoli.
- Conrad (2 episodi, 1959-1960), interpretato da Elisha Cook Jr..

### Guest star
Tra le guest star: Martin Landau, Mary Tyler Moore, Mel Berger, Charles McGraw, Barbara Dodd, Len Lesser, Mike Steele, Jan Brooks, Ingrid Goude, Nesdon Booth, Howard Freeman, Billy M. Greene, Susan Oliver, Robert Carricart, Ed Prentiss, Dick Crockett, Jean Harvey, Donald P. Journeaux, Maurice McEndree, Ted de Corsia, Joan Chambers, Ann Henry, Juano Hernández, Rupert Crosse, Linne Ahlstrand, Martin Mason, John Marley, Bert Freed, Garry Walberg, Bernard Kates, Connie Davis.

## Produzione
La serie fu prodotta da Revue Studios e girata negli studios della Revue a Hollywood in California. Le musiche furono composte da Elmer Bernstein. Elmer Bernstein compose il tema principale e Stanley Wilson fu supervisore musicale. Cassavetes diresse anche alcuni degli episodi.

### Registi
Tra i registi sono accreditati:
- John Cassavetes in 5 episodi (1959-1960)
- Robert B. Sinclair in 5 episodi (1959-1960)
- Boris Sagal in 3 episodi (1959)
- Richard Whorf in 3 episodi (1960)
- John Brahm in 2 episodi (1959-1960)
- Jim Hogan in 2 episodi (1959)
- Paul Henreid in 2 episodi (1960)

### Sceneggiatori
Tra gli sceneggiatori sono accreditati:
- Richard Carr in 8 episodi (1959-1960)
- Robert L. Jacks in 3 episodi (1959-1960)
- Stanford Whitmore in 3 episodi (1959-1960)
- James Landis in 2 episodi (1959-1960)
- John D.F. Black

## Distribuzione
La serie fu trasmessa negli Stati Uniti dal 10 settembre 1959 al 24 marzo 1960 sulla rete televisiva NBC.
Alcune delle uscite internazionali sono state:
- negli Stati Uniti il 10 settembre 1959
- in Francia il 18 settembre 1986
- in Spagna
- in Italia

## Episodi
| Stagione       | Episodi | Prima TV USA |
| -------------- | ------- | ------------ |
| Prima stagione | 27      | 1959-1960    |